# جورج إف. بيرسون
جورج إف. بيرسون (بالإنجليزية: George F. Pearson)‏ هو ضابط أمريكي، ولد في 1799 في بورتسموث في الولايات المتحدة، وتوفي في 1867.